# Copa d'Or de la CONCACAF de 2013
La Copa d'Or de la CONCACAF de 2013 serà la dotzena edició de la Copa d'Or de la CONCACAF. Els Estats Units seran els amfitrions. El torneig tindrà lloc entre el 7 i 28 de juliol.

## Nacions participants
| Equip                                                                 | Classificació       | Participacions en el torneig | Rècord                                         |
| Zona nord-americana                                                   | Zona nord-americana | Zona nord-americana          | Zona nord-americana                            |
| --------------------------------------------------------------------- | ------------------- | ---------------------------- | ---------------------------------------------- |
| Estats Units                                                          | Amfitrió            | 12                           | Guanyador (1991, 2002, 2005, 2007)             |
| Mèxic                                                                 | Automàtica          | 12                           | Guanyador (1993, 1996, 1998, 2003, 2009, 2011) |
| Canadà                                                                | Automàtica          | 11                           | Guanyador (2000)                               |
| Zona caribenya classificats per la Copa del Carib de 2012             |                     |                              |                                                |
| Cuba                                                                  | Guanyador           | 7                            | Quarts de final (2003)                         |
| Trinitat i Tobago                                                     | Subcampió           | 8                            | Semifinals (2000)                              |
| Haití                                                                 | Tercer lloc         | 5                            | Quarts de final (2002, 2009)                   |
| Martinica                                                             | Quart lloc          | 4                            | Quarts de final (2002)                         |
| Zona centreamericana classificats per la Copa Centreamericana de 2013 |                     |                              |                                                |
| Costa Rica                                                            | Guanyador           | 11                           | Subcampió (2002)                               |
| Hondures                                                              | Subcampió           | 11                           | Subcampió (1991)                               |
| El Salvador                                                           | Tercer lloc         | 8                            | Quarts de final (2002, 2003, 2011)             |
| Belize                                                                | Quart lloc          | 1                            | Cap (debut)                                    |
| Panamà                                                                | Cinquè lloc         | 6                            | Subcampió (2005)                               |

## Estadis
Trenta estadis a través dels Estats Units van participar en l'inici del procés per a decidir els estadis del torneig. Els estadis oficials van ser anunciats el 23 de gener de 2013.
| Arlington         | Atlanta           | Baltimore            | Chicago           | Denver                              |
| ----------------- | ----------------- | -------------------- | ----------------- | ----------------------------------- |
| Cowboys Stadium   | Georgia Dome      | M&T Bank Stadium     | Soldier Field     | Mile High                           |
| Capacitat: 80.000 | Capacitat: 71.228 | Capacitat: 71.008    | Capacitat: 61.500 | Capacitat: 76.125                   |
| Cowboys Stadium   | Georgia Dome      | M&T Bank Stadium     | Soldier Field     | Sports Authority Field at Mile High |
| East Hartford     | Harrison          | Houston              | Miami Gardens     | Pasadena                            |
| Rentschler Field  | Red Bull Arena    | BBVA Compass Stadium | Sun Life Stadium  | Rose Bowl Stadium                   |
| Capacitat: 40.000 | Capacitat: 25.189 | Capacitat: 22.039    | Capacitat: 75.540 | Capacitat: 91.136                   |
| Rentschler Field  | Red Bull Arena    | BBVA Compass Stadium | Sun Life Stadium  | Rose Bowl Stadium                   |
| Portland          | Sandy             | Seattle              |                   |                                     |
| Jeld-Wen Field    | Rio Tinto Stadium | CenturyLink Field    |                   |                                     |
| Capacitat: 20.000 | Capacitat: 20.213 | Capacitat: 67.000    |                   |                                     |
| Jeld-Wen Field    | Reliant Stadium   | CenturyLink Field    |                   |                                     |

## Fase de grups

### Grup A
| Equip     | PJ | PG | PE | PP | GF | GC | DG | Pts |
| --------- | -- | -- | -- | -- | -- | -- | -- | --- |
| Panamà    | 3  | 2  | 1  | 0  | 3  | 1  | +2 | 7   |
| Mèxic     | 3  | 2  | 0  | 1  | 6  | 3  | +3 | 6   |
| Martinica | 3  | 1  | 0  | 2  | 2  | 4  | -2 | 3   |
| Canadà    | 3  | 0  | 1  | 2  | 0  | 3  | -3 | 1   |

### Grup B
| Equip             | PJ | PG | PE | PP | GF | GC | DG | Pts |
| ----------------- | -- | -- | -- | -- | -- | -- | -- | --- |
| Hondures          | 3  | 2  | 0  | 1  | 3  | 2  | +1 | 6   |
| Trinitat i Tobago | 3  | 1  | 1  | 1  | 4  | 4  | +0 | 4   |
| El Salvador       | 3  | 1  | 1  | 1  | 3  | 3  | 0  | 4   |
| Haití             | 3  | 1  | 0  | 2  | 2  | 3  | -1 | 3   |

### Grup C
| Equip        | PJ | PG | PE | PP | GF | GC | DG  | Pts |
| ------------ | -- | -- | -- | -- | -- | -- | --- | --- |
| Estats Units | 3  | 3  | 0  | 0  | 11 | 2  | +9  | 9   |
| Costa Rica   | 3  | 2  | 0  | 1  | 4  | 1  | +3  | 6   |
| Cuba         | 3  | 1  | 0  | 2  | 5  | 7  | -2  | 3   |
| Belize       | 3  | 0  | 0  | 3  | 1  | 11 | -10 | 0   |

## Fase final
|  | Quarts de final                 | Quarts de final             |                              |   | Semifinals | Semifinals |  |  | Final | Final |
|  |                                 |                             |                              |   |            |            |  |  |       |       |
|  | 20 de juliol - Georgia Dome     |                             |                              |   |            |            |  |  |       |       |
|  |                                 |                             |                              |   |            |            |  |  |       |       |
|  | Mèxic                           | 1                           |                              |   |            |            |  |  |       |       |
|  | Mèxic                           | 1                           | 24 de juliol - AT&T Stadium  |   |            |            |  |  |       |       |
|  | Trinitat i Tobago               | 0                           |                              |   |            |            |  |  |       |       |
|  | Trinitat i Tobago               | 0                           | Mèxic                        | 1 |            |            |  |  |       |       |
|  | 20 de juliol - Georgia Dome     |                             | Mèxic                        | 1 |            |            |  |  |       |       |
|  |                                 | Panamà                      | 2                            |   |            |            |  |  |       |       |
|  | Panamà                          | Panamà                      | 2                            | 6 |            |            |  |  |       |       |
|  | Panamà                          |                             | 28 de juliol - Soldier Field | 6 |            |            |  |  |       |       |
|  | Cuba                            | 1                           |                              |   |            |            |  |  |       |       |
|  | Cuba                            | 1                           | Panamà                       | 0 |            |            |  |  |       |       |
|  | 21 de juliol - M&T Bank Stadium |                             | Panamà                       | 0 |            |            |  |  |       |       |
|  |                                 | Estats Units                | 1                            |   |            |            |  |  |       |       |
|  | Hondures                        | Estats Units                | 1                            | 1 |            |            |  |  |       |       |
|  | Hondures                        | 24 de juliol - AT&T Stadium |                              | 1 |            |            |  |  |       |       |
|  | Costa Rica                      | 0                           |                              |   |            |            |  |  |       |       |
|  | Costa Rica                      | 0                           | Hondures                     | 1 |            |            |  |  |       |       |
|  | 21 de juliol - M&T Bank Stadium |                             | Hondures                     | 1 |            |            |  |  |       |       |
|  |                                 | Estats Units                | 3                            |   |            |            |  |  |       |       |
|  | Estats Units                    | Estats Units                | 3                            | 5 |            |            |  |  |       |       |
|  | Estats Units                    |                             |                              | 5 |            |            |  |  |       |       |
|  | El Salvador                     | 1                           |                              |   |            |            |  |  |       |       |
|  | El Salvador                     | 1                           |                              |   |            |            |  |  |       |       |